# Franqueville (Somme)
Pour les articles homonymes, voir Franqueville.
Franqueville est une commune française rurale située dans le département de la Somme, en région Hauts-de-France.

## Géographie

### Localisation
Franqueville est un village picard du Ponthieu.
Limitrophe de Domart-en-Ponthieu, le village est situé à 6 km au sud-ouest de Bernaville, 8 km au nord-est d'Ailly-le-Haut-Clocher, 9 km au nord de Flixecourt, 18 km au sud-ouest de Doullens, 20 km à l'est d'Abbeville et 26 km au nord-ouest d'Amiens à vol d'oiseau.
Le territoire de la commune est limitrophe de ceux de cinq communes.
Les communes limitrophes sont  Domart-en-Ponthieu, Domqueur, Fransu, Gorenflos et Ribeaucourt.

### Géologie et relief
Le village se trouve à une altitude moyenne d'environ 65 mètres.

### Hydrographie

#### Réseau hydrographique
La commune est située dans le bassin Artois-Picardie. Elle est drainée par.

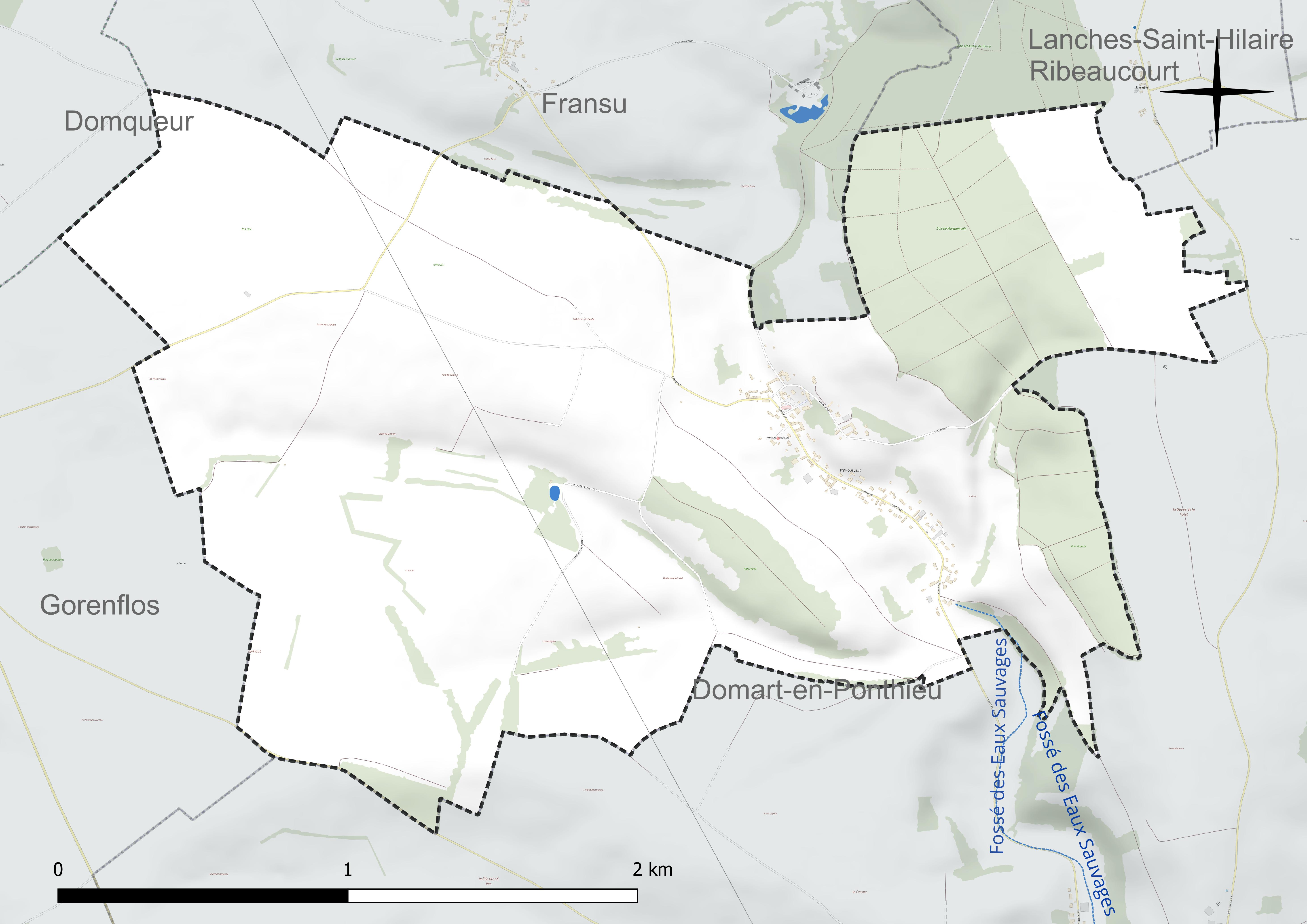
Réseau hydrographique de Franqueville.

#### Gestion et qualité des eaux
Le territoire communal est couvert par le schéma d'aménagement et de gestion des eaux (SAGE) « Somme aval et Cours d'eau côtiers ». Ce document de planification concerne un territoire de 1 835 km2 de superficie, délimité par le bassin versant de la Somme canalisée. Le périmètre a été arrêté le 29 avril 2010 et le SAGE proprement dit a été approuvé le 6 août 2019. La structure porteuse de l'élaboration et de la mise en œuvre est le syndicat mixte d'aménagement hydraulique du bassin versant de la Somme (AMEVA).
La qualité des cours d'eau peut être consultée sur un site dédié géré par les agences de l'eau et l'Agence française pour la biodiversité.

### Climat
Pour des articles plus généraux, voir Climat des Hauts-de-France et Climat de la Somme.
En 2010, le climat de la commune est de type climat océanique dégradé des plaines du Centre et du Nord, selon une étude du CNRS s'appuyant sur une série de données couvrant la période 1971-2000. En 2020, Météo-France publie une typologie des climats de la France métropolitaine dans laquelle la commune est exposée à un climat océanique et est dans la région climatique Côtes de la Manche orientale, caractérisée par un faible ensoleillement (1 550 h/an) ; forte humidité de l'air (plus de 20 h/jour avec humidité relative > 80 % en hiver), vents forts fréquents.
Pour la période 1971-2000, la température annuelle moyenne est de 10 °C, avec une amplitude thermique annuelle de 13,6 °C. Le cumul annuel moyen de précipitations est de 827 mm, avec 12,6 jours de précipitations en janvier et 8,9 jours en juillet. Pour la période 1991-2020, la température moyenne annuelle observée sur la station météorologique la plus proche, située sur la commune de Bernaville à 6 km à vol d'oiseau, est de 10,4 °C et le cumul annuel moyen de précipitations est de 877,3 mm,. Pour l'avenir, les paramètres climatiques de la commune estimés pour 2050 selon différents scénarios d'émission de gaz à effet de serre sont consultables sur un site dédié publié par Météo-France en novembre 2022.

## Urbanisme

### Typologie
Au 1er janvier 2024, Franqueville est catégorisée commune rurale à habitat dispersé, selon la nouvelle grille communale de densité à sept niveaux définie par l'Insee en 2022.
Elle est située hors unité urbaine. Par ailleurs la commune fait partie de l'aire d'attraction d'Amiens, dont elle est une commune de la couronne,. Cette aire, qui regroupe 369 communes, est catégorisée dans les aires de 200 000 à moins de 700 000 habitants,.

### Occupation des sols
L'occupation des sols de la commune, telle qu'elle ressort de la base de données européenne d'occupation biophysique des sols Corine Land Cover (CLC), est marquée par l'importance des territoires agricoles (82,7 % en 2018), une proportion identique à celle de 1990 (82,7 %). La répartition détaillée en 2018 est la suivante : 
terres arables (69 %), forêts (13,1 %), zones agricoles hétérogènes (10 %), zones urbanisées (4,2 %), prairies (3,7 %). L'évolution de l'occupation des sols de la commune et de ses infrastructures peut être observée sur les différentes représentations cartographiques du territoire : la carte de Cassini (XVIIIe siècle), la carte d'état-major (1820-1866) et les cartes ou photos aériennes de l'IGN pour la période actuelle (1950 à aujourd'hui).

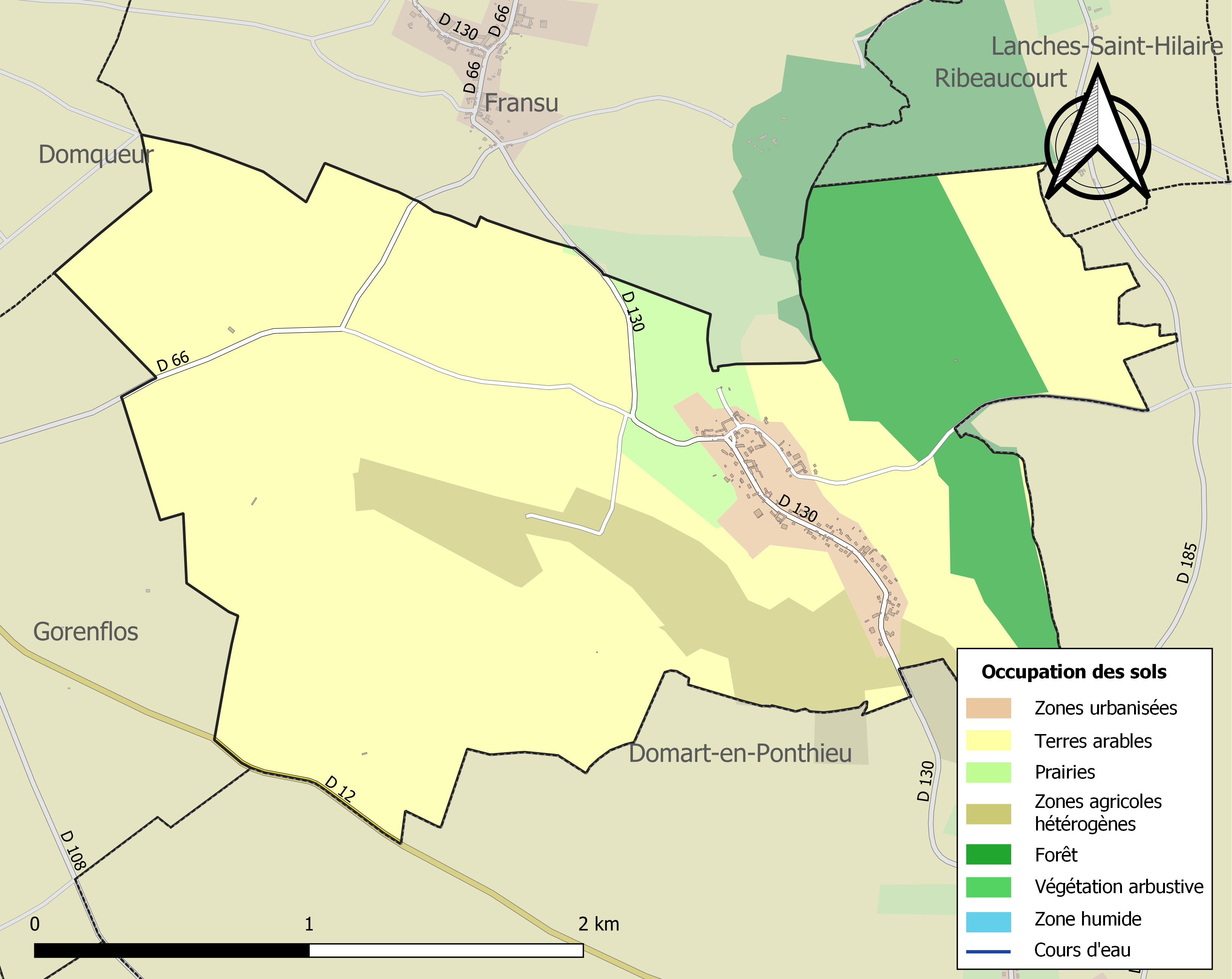
Carte des infrastructures et de l'occupation des sols de la commune en 2018 (CLC).

### Voies de communication et transports
La localité est desservie par la ligne d'autocars no 24 (Doullens - Domart-en-Ponthieu)  et la ligne no 28 (Saint-Léger - Flixecourt - Amiens) du réseau interurbain Trans'80, Hauts-de-France, tous les jours sauf le dimanche et les jours fériés.

### Risques naturels et technologiques
La commune a souffert d'inondations, coulées de boue et mouvements de terrain fin novembre 1999. Des inondations par remontées de nappe phréatique se sont produites de fin janvier à fin avril 2001.

## Toponymie
Le nom de la localité est attesté sous les formes Francqvilla (1042) ; Francavilla (1146) ; Frankevile (1301) ; Franqueville (1305) ; Frenqueville (1322) ; Franqville (1648) ; Francqueville (1781) ; Franqueville en 1793 et depuis 1801.
Ce petit village s'appelait Franquevilla en 1402. Son nom signifie « ville franche », ses habitants ayant reçu une charte d'affranchissement.

## Politique et administration
| Période                                  | Période                      | Identité          | Étiquette | Qualité                                                                     |
| ---------------------------------------- | ---------------------------- | ----------------- | --------- | --------------------------------------------------------------------------- |
| Les données manquantes sont à compléter. |                              |                   |           |                                                                             |
| juin 1995                                | janvier 2012                 | Daniel Gorrea     |           | Responsable de fabrication en minoterie Démissionnaire pour raison de santé |
| février 2012                             | 2020                         | Muriel Botte      |           |                                                                             |
| 2020                                     | En cours (au 8 octobre 2020) | Stéphane Colombel |           |                                                                             |

## Population et société

### Démographie
L'évolution du nombre d'habitants est connue à travers les recensements de la population effectués dans la commune depuis 1793. Pour les communes de moins de 10 000 habitants, une enquête de recensement portant sur toute la population est réalisée tous les cinq ans, les populations de référence des années intermédiaires étant quant à elles estimées par interpolation ou extrapolation. Pour la commune, le premier recensement exhaustif entrant dans le cadre du nouveau dispositif a été réalisé en 2004.

En 2022, la commune comptait 158 habitants, en évolution de −13,19 % par rapport à 2016 (Somme : −1,26 %, France hors Mayotte : +2,11 %).
| 1793 | 1800 | 1806 | 1821 | 1831 | 1836 | 1841 | 1846 | 1851 |
| ---- | ---- | ---- | ---- | ---- | ---- | ---- | ---- | ---- |
| 300  | 348  | 392  | 416  | 442  | 460  | 451  | 420  | 421  |

| 1856 | 1861 | 1866 | 1872 | 1876 | 1881 | 1886 | 1891 | 1896 |
| ---- | ---- | ---- | ---- | ---- | ---- | ---- | ---- | ---- |
| 379  | 379  | 376  | 364  | 360  | 312  | 275  | 263  | 240  |

| 1901 | 1906 | 1911 | 1921 | 1926 | 1931 | 1936 | 1946 | 1954 |
| ---- | ---- | ---- | ---- | ---- | ---- | ---- | ---- | ---- |
| 239  | 222  | 195  | 178  | 190  | 176  | 204  | 163  | 130  |

| 1962 | 1968 | 1975 | 1982 | 1990 | 1999 | 2004 | 2006 | 2009 |
| ---- | ---- | ---- | ---- | ---- | ---- | ---- | ---- | ---- |
| 135  | 120  | 98   | 87   | 97   | 108  | 152  | 171  | 165  |

| 2014 | 2019 | 2022 | - | - | - | - | - | - |
| ---- | ---- | ---- | - | - | - | - | - | - |
| 177  | 167  | 158  | - | - | - | - | - | - |

## Culture locale et patrimoine

### Lieux et monuments
- Église Saint-Pierre.
- Oratoire dédié à la Vierge, en venant de Domart, à l'entrée du village, restauré en 1992. Il remplace une petite chapelle de 1798, dite l'Ecce Homo[22].

L'église en 1914
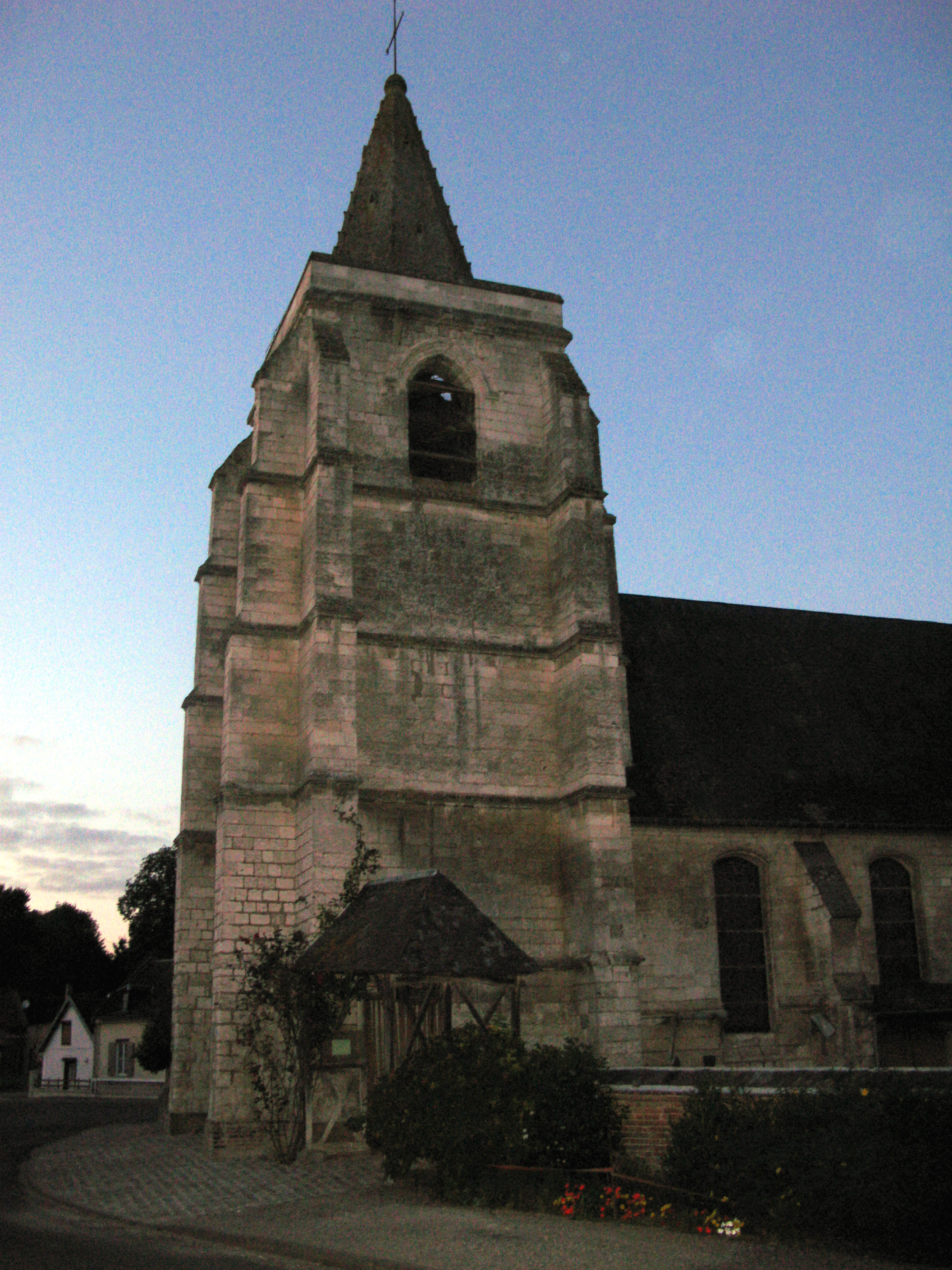
L'église Saint-Pierre.
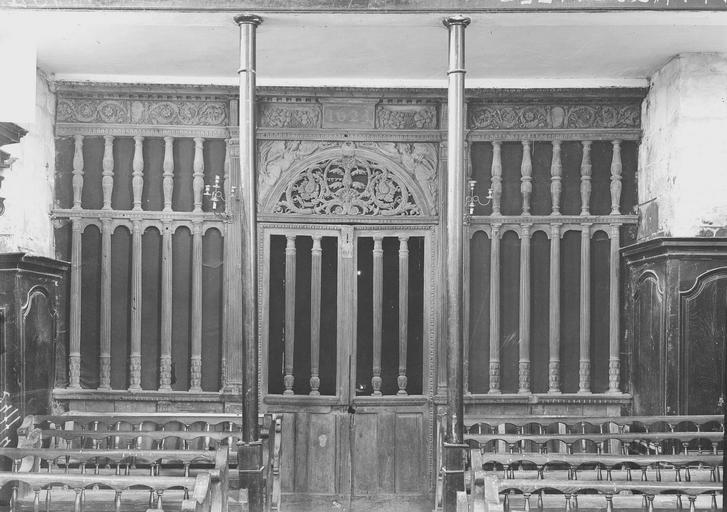
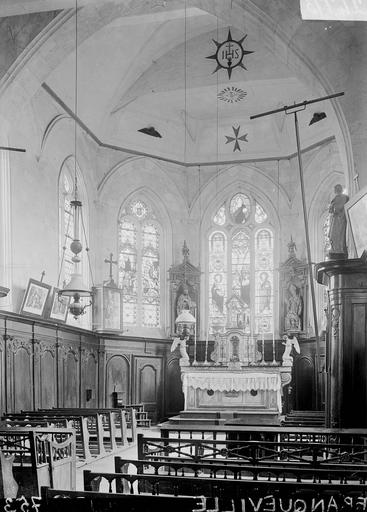
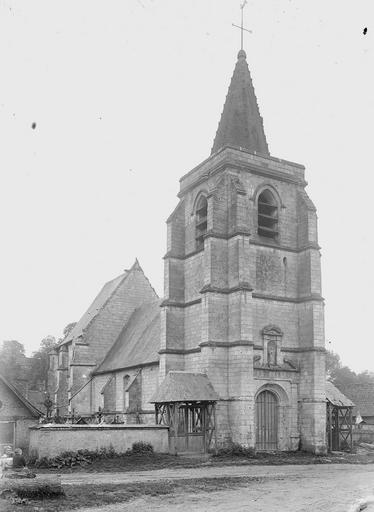
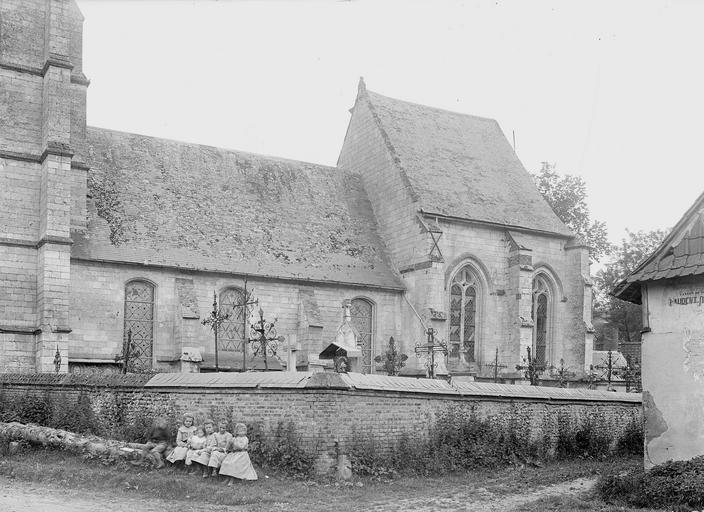
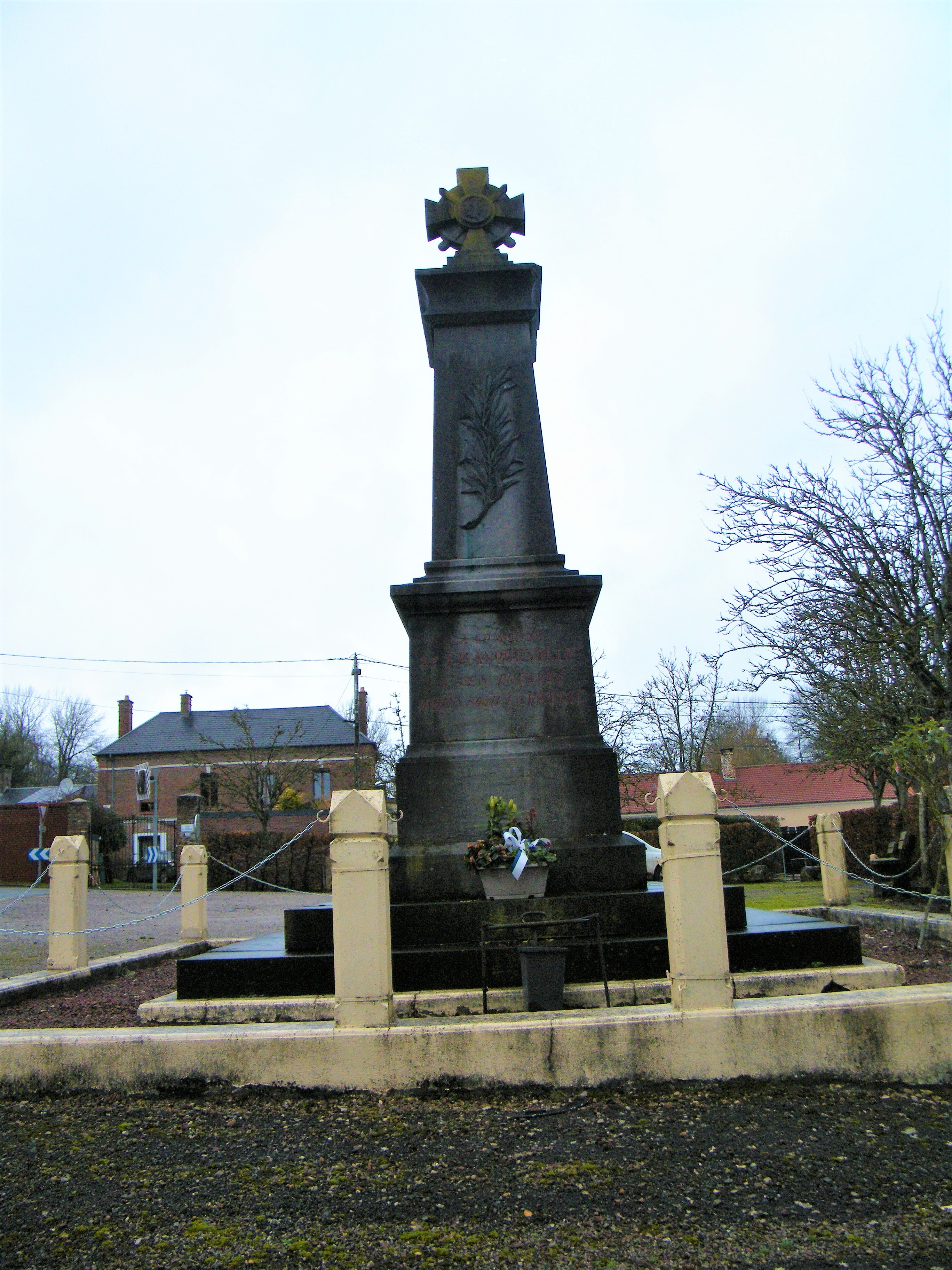
Le monument aux morts.

### Patrimoine
Franqueville se trouve à proximité des bois de Ribeaucourt (2,5 km), de la Croix-de-Pierre (12,4 km), de la forêt de Vignacourt (10,7 km) et du château de Beauvoir-Wavans (14,7 km).

### Appellation d'origine contrôlée
La commune se trouve sur le territoire d'AOC des Prés salés de la baie de Somme.

### Héraldique
| Blason de Franqueville | Blason  | D'argent à trois forets de gueules 2 et 1 accompagnées en chef d'un lambel d'azur.                                                                      |
| Blason de Franqueville | Détails | Le blason communal de Franqueville aurait été réalisé d'après le blason de la famille de Franqueville. Le statut officiel du blason reste à déterminer. |